# École de management de Normandie
L'École de management de Normandie o EM Normandie (in precedenza École supérieure de commerce du Havre) è una business school fondata a Le Havre nel 1871. La scuola è articolata in cinque campus europei: Le Havre, Caen, Parigi, Oxford e Dublino, ed è riconosciuta della Camera di commercio e dell'industria di Le Havre. La scuola ha doppio accreditamento AACSB e EQUIS.

## Campus
La EM Normandie ha cinque campus in Francia, nei Regno Unito e in Irlanda:
 Campus di Le Havre (Francia) 
È stato fondato nel 1871. Le Havre è in Normandia, a due ore di treno da Parigi.
Il nuovo campus di Le Havre ha aperto nel settembre del 2020, è ubicato nel centro della metropoli marittima. È stato costruito un nuovo edificio di 10 700 m2, aperto e futurista, offrendo nuovi spazi di formazione e di vita adatti agli studenti.
Il campus è adattato per il "Twinning delivery", che permette ai professori di erogare corsi in presenza e allo stesso tempo online.
 Campus di Caen (Francia)
È stato fondato nel 1987. Caen è in Normandia, a due ore da Parigi.
È il secondo campus più importante dopo Le Havre. Nel settembre del 2016, il campus è stato esteso per accogliere un maggior numero di studenti.
 Campus di Parigi (Francia) 
È stato fondato nel 2013.
È ubicato nel XVI arrondissement di Parigi. Ospita studenti di laurea e di laurea magistrale.
 Campus di Oxford (Regno Unito) 
È stato fondato nel 2014.
Il campus di Oxford condivide i suoi edifici con il City of Oxford College (Activate Learning), è ubicato vicino ai trasporti pubblici e al centro commerciale Westgate Shopping Centre.
Tutti i corsi sono in inglese. Il prestigioso Master Banking, Finance and FinTech è insegnato su questo campus da settembre 2017.
 Campus di Dublino (Irlanda) 
È stato fondato nel 2017.
Il campus di Dublino è ubicato vicino al Distretto Finanziario. È il secondo campus all'estero.
Tutti i corsi sono in inglese.

## Attività internazionale
EM Normandie ha più di 200 università in partnership in più di 60 paesi. Permette agli studenti di poter trascorrere in scambio universitario uno o due semestri. Ha una partnership per esempio con: Politecnico di Milano, LUISS Business School, Nanyang Technological University, Tecnológico de Monterrey, Universidad Diego Portales, Nottingham Trent University, KU Leuven, Hong Kong Baptist University, University of North Florida, Universidad Complutense, Universidade Nova do Lisboa.